# Мастер и Маргарита (фильм, 1972)
«Мастер и Маргарита» (серб. Majstor i Margarita, итал. Il maestro e Margherita) — итало-югославский фильм Александра Петровича. Литературной основой фильма являются произведенияя Михаила Булгакова: Мастер и Маргарита, Театральный роман и некоторые факты из биографии самого Булгакова. Режиссёром картины выступил Александр Петрович, главные роли исполнили Уго Тоньяцци (в роли Мастера), Мимзи Фармер (в роли Маргариты) и Ален Кюни (в роли Воланда). Премьера состоялась 15 июля 1972 года в Югославии и 8 сентября 1972 года в Италии.

## Сюжет
Драматург Николай Максудов, которого за его творчество называют Мастером, присутствует на репетиции своей пьесы «Понтий Пилат». В ней он описал своё видение библейских событий и конфликта между Пилатом и Иешуа. Директор театра Римский, драматург Бобов, секретарь Союза пролетарских писателей Оскар Данилович оценивают спектакль. Римский отказывается ставить пьесу в театре. В зале появляется председатель Союза пролетарских писателей Берлиоз, который просит Максудова снять пьесу, но тот отказывается. Возмущённый решением критиков драматург отправляется в кафе, чтобы напиться. Там он встречает виденную ранее девушку, знакомится с ней и влюбляется. Оба отправляются на квартиру Максудова, где он рассказывает Маргарите о своей пьесе и встрече с сатаной.
В Союзе пролетарских писателей Берлиоз в очередной раз предлагает драматургу отказаться от постановки, намекая, что фраза из пьесы «Всякая власть основана на силе» не приемлема в сложившихся политических условиях. Максудову предлагают отдохнуть в Ялте, но он отказывается. Дома драматурга ожидает влюблённая Маргарита, они говорят по душам и проводят совместный вечер. На квартиру приходит Оскар Данилович, настаивающий на поездке писателя в Ялту и угрожающий разбирательствами на пленарном заседании союза, но драматург в очередной раз отказывает и выгоняет секретаря. На обратном пути Оскар Данилович встречает Коровьева и Азазелло, которые переносят его голым в Ялту на берег моря под проливной дождь.
На пленарном заседании разбирают дело Максудова, члены союза возмущены созданием пьесы, основанной на религиозных мифах и средневековых предрассудках. Драматург в ответ утверждает, что вправе писать свободно на любые темы. За эти слова писателя критикуют, и он понимает, что спектакль не будет поставлен. При встрече с Маргаритой Мастер сжигает рукопись пьесы. Максудов читает критические статьи в газетах на свою постановку, хотя её премьера так и не состоялась. В возмущении он приходит в ресторан, где собираются литераторы и критики Союза пролетарских писателей, находит цензоров Лавровича и Латунского и даёт им оплеухи газетой, а Берлиоза просит о личной встрече. В кафе во время разговора Берлиоз высказывает утверждение, что Иисуса никогда не существовало. В это время перед ними появляется профессор чёрной магии Воланд, который опровергает слова председателя, предсказывает ему смерть от отрезания головы и выгоняет вон. Берлиозу, поскользнувшемуся на масле, отрубает голову трамваем. Наблюдая за случившимся, Максудов понимает, что в этом замешен профессор Воланд, и пытается его догнать, но тот исчезает. Мастер приходит в ресторан и сообщает литераторам о смерти Берлиоза и появлении дьявола в городе, который будет забирать тех, кто ведёт неправедную жизнь.
Максудов пишет письмо Сталину о прекращении преследований и возможности писать или работать в театре. Маргарита, посетившая его, понимает в каком измотанном душевном состоянии находится Мастер и обещает ему остаться на следующий день навсегда. Но в ту же ночь драматурга выселяют, и в его квартире поселяется Бобов. Маргарита, не найдя писателя на прежнем месте, пытается выяснить в театре у Римского, где Максудов, но тот говорит, что не знает. Проходят похороны Берлиоза, за которым наблюдают Маргарита и Воланд. Профессор представляется и обещает, что влюблённые скоро встретятся. Максудов находится в психиатрической больнице, врачи подозревают у него шизофрению из-за разговоров о видении дьявола. Воланд и его свита убивают Бобова, чтобы освободить квартиру. Лаврович, пришедший на квартиру отдать рукопись пьесы, сталкивается с Воландом, который называет его трусом, предсказывает смерть от рака печени и выгоняет вон. Максудов кричит, что он не псих, и на него надевают смирительную рубашку.
Вечером в театре должна состояться премьера «Понтия Пилата», но перед ней Воланд проводит сеанс чёрной магии. Во время данного действа разоблачается запрещённая законом покупка долларов Латунским и измена Аримана. Воланд, используя магию, помогает Максудову выйти из психбольницы. Сеанс магии продолжается дождём из новой импортной одежды, которую, по словам Коровьева, все получают бесплатно. Римский пытается остановить представление, и за вмешательство ему отрезают голову. Азазелло спрашивает у головы Римского, будет ли тот совершать глупости и делать доносы. Римский клянётся, что не будет. У публики узнают, стоит ли пощадить Римского, и зрители спасают ему жизнь, проявляя сострадание. Хотя, по словам Воланда, люди делают это очень редко. Римскому возвращают голову на место и выгоняют из театра. В перерыве зрители выходят в фойе, с них пропадает одежда, полученная во время сеанса, люди мечутся по театру, выбегают на улицу, и их забирает приехавшая полиция.
Максудов встречается в театре с Маргаритой и дарит ей красную розу. Они смотрят «Понтия Пилата». Воланд говорит, что читал пьесу, но не может её полностью одобрить и дарит им фалернское вино, которое когда-то пил Понтий Пилат, в знак того, чтобы Мастер и Маргарита, выпив вино, обрели покой. Мастер умирает в психиатрической больнице.

## В ролях
- Уго Тоньяцци — Николай Алексеевич Максудов, Мастер
- Мимзи Фармер — Маргарита
- Ален Кюни — Воланд
- Бата Живоинович — Коровьев
- Павле Вуисич — Азазелло
- Фабиян Шовагович[хорв.] — Берлиоз
- Данило Стойкович — Попов
- Златко Мадунич[серб.] — Оскар Данилович
- Ташко Начич[серб.] — Римский
- Фахро Кониходжич[серб.] — Лаврович
- Ева Рас[серб.] — водитель трамвая
- Люба Тадич — Понтий Пилат
- Радомир Релич[серб.] — Иисус Христос

## Съёмочная группа
- Режиссёр — Александр Петрович
- Сценаристы — Александр Петрович, Ромен Вайнгартен (адаптация), Барбара Альберти, Амадео Пагани
- Продюсеры — Арриго Коломбо, Джорджо Папи
- Композитор — Эннио Морриконе
- Оператор — Роберто Джерарди
- Редактор — Михайло Илич
- Художник-постановщик — Властимир Гаврик
- Арт-директор — Миленко Еремич
- Костюмер — Дивна Йованович
- Гримёр — Марио Банчелли
- Спецэффекты — Душан Вукотич
- Помощник оператора — Роберто Д'Этторе Пьяццоли

## История создания
Прочитав книгу «Мастер и Маргарита», Петрович «был очарован её красотой и драматургическими возможностями, которые она открывала», и «решил построить на ней свой будущий фильм». Но он не хотел снимать подробную экранизацию романа, а только вдохновился им. Также Петрович обратился к «Театральному роману» Булгакова и фактам его жизни, чтобы показать «страдания писателя, с негласного одобрения властей уничтожаемого критикой».
Анонсировав в феврале 1970 года съёмки фильма, Петрович так же, как и для картины «Скоро будет конец света», хотел получить финансирование из Франции. Продюсером картины стал представитель семьи Мишлен. Предполагалось, что роль Мастера сыграет Мишель Пикколи, а Маргариты — Роми Шнайдер. Петрович намеревался провести съёмки в СФРЮ и пригласить к сотрудничеству югославскую киностудию, но сложившаяся в киноиндустрии страны плачевная ситуация не позволила организовать производство. В начале 1971 года французский продюсер принял решение выйти из проекта.
К проекту решили присоединиться независимые итальянские кинопродюсеры Джорджио Папи и Арриго Коломбо (Euro International Film). Также Петрович пригласил к работе над фильмом своего старого друга и партнёра Викко Распора (студия документальных фильмов Dunav film), который стал сопродюсером картины и организовал кинопроизводство в Югославии. В Италии Петрович совместно со сценаристами Барбарой Альберти и Амадео Пагани переработал сценарий. В итоге были созданы две версии фильма на итальянском и сербско-хорватском языках.
Петрович планировал начать съёмки в конце 1971 года, но потерпел неудачу: актёр Джан Мария Волонте, приглашённый на роль Мастера, отказался участвовать в картине по политическим мотивам, и его заменил Уго Тоньяцци. Роль Маргариты досталась американской актрисе Мимзи Фармер, а Профессора Воланда сыграл французский актёр Ален Кюни. Съёмки фильма прошли в 1972 году.

## Музыка в фильме
Главной музыкальной темой итальянской версии фильма является саундтрек Эннио Морриконе «The Encounter». Композитор не встречался с режиссёром Петровичем перед написанием музыки и не читал роман, но, со слов Морриконе, «создавая музыкальную тему для фильма, он руководствовался мыслью о том, что в ней должно быть лирическое начало, сила и вдохновение». В сербской версии картины саундтрек Эннио Морриконе заменён на мелодию «Уральской рябинушки», исполненной на балалайке.
Петрович несколько раз в течение всего фильма обращается к православным литургиям и колокольному звону. В картине звучат несколько русских песен: «Уральская рябинушка» (в исполнении хора), «Несокрушимая и легендарная» (в исполнении хора), «Признайся мне» (поёт Пётр Лещенко), «Мужские страдания» (музыка Г. Векшина, слова А. Скоромыкина), «Песенка про чёрного кота» (исполняет Булат Окуджава). В конце фильма несколько раз звучит «Выходной марш» из картины «Цирк» композитора Исаака Дунаевского.

## Запрет фильма
Сопродюсер фильма, киностудия «Дунай фильм», после двух дней показа в Белграде, когда картину уже посмотрели двадцать пять тысяч зрителей, принял решение снять его с проката. По мнению Петровича, данный случай является «чудовищным примером манипулирования политическими обстоятельствами». При этом фильм получил 5 наград на Кинофестивале в Пуле в 1972 году, в том числе Grand Golden Arena, и был назван профессиональными критиками фильмом года. Однако в контексте дела картины «Пластиковый Иисус» (снят Лазарем Стояновичем и показан в 1971 году) Александра Петровича обвиняли в антикоммунистическом произведении.
В отношении «Мастера и Маргариты» не выносилось судебного запрета, потому что такое решение могло повредить репутации Югославии за рубежом. В кампании по запрету картины участвовали Городской комитет Белграда, режиссёры Пуриша Джорджевич, Жика Митрович, Драгован Йованович и др. В течение трёх или четырёх лет имя Петровича не упоминалось в СМИ. Его фильмы не показывались, а три картины были исключены из  списка показов победителей Кинофестиваля в Пуле. Петровичу перестали предлагать съёмки, и тогда в 1976 году он уехал в Западную Германию и снял «Групповой портрет с дамой».

## Театральная постановка
В 1982 году Александр Петрович поставил «Мастера и Маргариту» для Национального театра, используя главы из романа, посвящённые Понтию Пилату, а рассказ о визите Воланда в Москву был представлен вставками фрагментов из фильма. Роль Пилата в инсценировке сыграл Бранислав Цига Йеринич.
Пьеса, по словам Петровича, была неправильно понята критиками и не получила ожидаемого приёма. После премьеры Петар Волк написал в «Иллюстрированной политике»: «У режиссёра, очевидно, нет настоящих театральных страстей, и он всё это делает неправильно, потому что кинотеатр «Jadran» находится через дорогу и несправедливо относить спектакль и к кино, и к театру». Александр Петрович счёл такую критику крайне неуместной и ответил, что Петар Волк принимал участие в удушении кинематографа 1960-х годов, и в том числе благодаря этому он не может показать свой фильм в кинотеатре «Jadran». Как утверждали критики, театральная пьеса явилась бунтом Александра Петровича против запрета фильма.

## Награды
Фильм получил 5 наград на кинофестивале в Пуле в 1972 году:
- Большая Золотая Арена за лучший фильм;
- Золотая Арена за лучшую режиссуру;
- Золотая Арена лучшему актёру в главной роли;
- Золотая Арена за сценографию;
- Золотые ворота Пулы.

## Культурное значение
В соответствии с «Законом о культурных ценностях» 28 декабря 2016 года Югославская кинотека представила список ста сербских художественных фильмов 1911—1999 годов, имеющих большое культурное значение. В этот список также вошёл фильм «Мастер и Маргарита».

### Версии фильма
- Majstor i Margarita (на сербском языке). youtube.com. Дата обращения: 20 апреля 2021.
- Majstor i Margarita (на итальянском языке с английскими субтитрами). youtube.com. Дата обращения: 20 апреля 2021.